# Barichneumon scopulatus
Barichneumon scopulatus är en stekelart som beskrevs av Tereshkin 2004. Barichneumon scopulatus ingår i släktet Barichneumon och familjen brokparasitsteklar. Inga underarter finns listade.